# David Andrade Gómez
David Alfredo Andrade Gómez (nació el 9 de julio de 1993 en Manzanillo, Colima) es un futbolista mexicano; se desempeña como lateral por izquierda.
Actualmente juega para FC Rànger's en la Primera División de Andorra.

## Trayectoria
A sus 5 años de edad su padre lo metió por primera vez a un equipo de fútbol llamado Bucaneros. A los 13 años fue aceptado por el Atlas Fútbol Club tras realizar una visoria y teniendo que presentarse con el club en mayo, pero en abril, antes de presentarse con el equipo tapatío, participó en un torneo llamado Copa Vallarta en donde llegó a la final contra la Promotora Deportiva Morumbi, en este partido fue reclutado por Roberto da Silva, quien lo invitó a viajar a un torneo en Barcelona. Al final, Andrade rechazó a Atlas y se quedó con la promotora con quienes realizó más viajes a países como Suecia y Dinamarca, disputó diferentes torneos y entonces llegó al equipo Sub-17 de Jaguares de Chiapas en el 2010, duró una Temporada y a la siguiente subió a la categoría Sub-20 de la institución. 
Debutó con el primer equipo el 24 de julio del 2012, enfrentando a Club Necaxa en el Estadio Víctor Manuel Reyna, en partido correspondiente a la Jornada 1 de la Copa MX Apertura 2012, el encuentro finalizó 1-0 a favor de los Naranjas. El primer semestre del 2015 llegó a Atlético Chiapas, filial de Jaguares en la Segunda División de México; con los Guerreros disputó 17 partidos y anotó un gol. Para el Apertura 2015, regresó a Jaguares y logró debutar en la Primera División de México el 7 de agosto del 2015, ante los Tiburones Rojos de Veracruz en el Estadio Luis "Pirata" Fuente, bajo las órdenes de Ricardo La Volpe.   
Con los Naranjas jugó un total de 48 partidos, obteniendo regularidad en la Temporada 2015-2016.
El 9 de junio del 2016, Club Santos Laguna anunció las incorporaciones de Andrade y Emiliano Armenteros, de cara al Apertura 2016. 
El 8 de junio del 2018, se dio a conocer que el "Manza" llegaba a Tampico Madero.
El 10 de noviembre del 2022, se incorporó a Atlético de San Luis. 
En el primer semestre del 2024 se unió al FC Rànger's en la Segunda División de Andorra, en el club Andorrano se encontró con los futbolistas mexicanos André Alcaráz, Anwar Hernández, David González, Armando León y Marco Fabián, este último siendo además presidente del Club. El 30 de mayo del 2024, Ranger's logró el ascenso a la Primera División de Andorra. 

### Clubes
| Club                 | País    | Año           |
| -------------------- | ------- | ------------- |
| Jaguares de Chiapas  | México  | 2012-2015     |
| Atlético Chiapas     | México  | Clausura 2015 |
| Jaguares de Chiapas  | México  | 2015-2016     |
| Club Santos Laguna   | México  | 2016-2018     |
| Tampico Madero       | México  | 2018-2019     |
| Club Santos Laguna   | México  | 2019-2022     |
| Atlético de San Luis | México  | Clausura 2023 |
| FC Rànger's          | Andorra | 2024          |

## Palmarés

### Campeonato nacional
| Título        | Club               | País   |
| ------------- | ------------------ | ------ |
| Clausura 2018 | Club Santos Laguna | México |